# Чобалакчия
Чобалакчия (рум. Ciobalaccia) — село в Кантемирском районе Молдавии. Является административным центром коммуны Чобалакчия, включающей также сёла Флокоаса и Викторовка.

## География
Село расположено на высоте 53 метров над уровнем моря.

## Население
По данным переписи населения 2004 года, в селе Чобалакчия проживает 1008 человек (501 мужчина, 507 женщин).
Этнический состав села:
| Национальность | Число жителей | Процентный состав |
| -------------- | ------------- | ----------------- |
| молдаване      | 947           | 93.95             |
| болгары        | 35            | 3.47              |
| русские        | 10            | 0.99              |
| румыны         | 7             | 0.69              |
| украинцы       | 4             | 0.4               |
| цыгане         | 1             | 0.1               |
| прочие         | 4             | 0.4               |
| Всего          | 1008          | 100%              |

## Известные уроженцы
- Мокану, Сергей Иванович (род. 1961) — молдавский политик, лидер Народного движения «Антимафия».